# Colmeias
Colmeias est une freguesia portugaise située dans le District de Leiria.
Avec une superficie de 33,11 km2 et une population de 3 717 habitants (2001), la paroisse possède une densité de 112,3 hab/km2.

## Patrimoines
- Église paroissiale de Saint-Michel dans le Vieux-Colmeias, au milieu du XVIIIe siècle, avec quatre autels - les deux faces avec Notre-Dame de Fátima dans le droit et la Notre-Dame du Rosaire sur la gauche - et les deux côtés, et l'image du Sacré-Cœur de Jésus et dans le droit de Saint-Michel Archange à la gauche.

## Événements culturels (fêtes populaires et religieuses)
- Esprit Saint (Pentecôte)
- Sacré-Cœur de Jésus (le dernier week-end de septembre)
- Notre-Dame de Memória (août)
- Notre Dame de la Miséricorde (à Igreja-Velha, dans le deuxième week-end d'août)
- Saint Antoine (le deuxième week-end d'août)
- Saint-Jean Baptiste à (Barracão dans le week-end de la Saint-Jean de juin)
- Jour de la Saint-Sylvestre (31 décembre)